# Castello di Casiglio
Il Castello di Casiglio è un castello medievale di Erba, in Provincia di Como.

## Storia e descrizione
Il castello di Casiglio è impostato su una precedente dimora, ristrutturata per volere del cardinale Beltramino Parravicini (che nacque proprio qui). Il castello conserva ancora una Trecentesca struttura con impianto a "U", dominata da una torre d'angolo. Dopo esser diventato proprietà dei Dal Verme (XV secolo), il castello dapprima tornò nelle mani dei Parravicini (1656), per poi passare alle famiglie Cavalleri e Longoni (XIX secolo), le quali dotarono il complesso di un rustico. Internamente, il castello conserva alcuni affreschi riportati alla luce negli anni 1985-1987, durante una campagna di restauro che comportò anche il ritrovamento di alcuni frammenti di ceramica tre-quattrocentesca, reperti che vennero affidati al Civico Museo Archeologico di Erba.